# If I Can't Have Love, I Want Power
If I Can't Have Love, I Want Power è il quarto album in studio della cantante statunitense Halsey, pubblicato il 27 agosto 2021 dalla Capitol Records.

## Descrizione
If Can't Have Love, I Want Power è un album di genere rock alternativo, grunge, pop, pop punk e rock con forti influenze della musica industrial rock; al suo interno, incorpora anche sonorità synth pop, ambient, noise rock, punk rock, drum and bass e hip hop. Con il disco, caratterizzato da un'atmosfera cinematografica, Halsey si allontana dal suono tipicamente arena pop dei suoi precedenti lavori. Il femminismo è il tema conduttore che attraversa l'intero album, ponendo particolare attenzione anche per la trattazione dell'istituzionalizzazione della misoginia e il patriarcato.
La traccia di chiusura del disco si intitola Ya'aburnee. Si tratta di un'espressione vezzeggiativa utilizzata in alcune varietà di lingua araba (يقبرني), in particolare quelle parlate in Siria e Libano, ed è una variante della forma più comune ta'aburnee (تقبرني) che significa «che tu possa seppellirmi». Indica la speranza da parte del parlante di vivere meno a lungo di una persona cara che non si potrebbe sopportare di perdere.

## Accoglienza
| Recensione           | Giudizio |
| -------------------- | -------- |
| AllMusic             |          |
| Clash                | 8/10     |
| NME                  |          |
| Pitchfork            | 7/10     |
| PopMatters           | 7/10     |
| Rolling Stone        |          |
| Slant Magazine       |          |
| The Independent      |          |
| The Line of Best Fit | 8/10     |

If I Can't Have Love, I Want Power ha ottenuto recensioni perlopiù positive da parte dei critici musicali. Su Metacritic, sito che assegna un punteggio normalizzato su 100 in base a critiche selezionate, l'album ha ottenuto un punteggio medio di 80 basato su diciassette recensioni.

## Tracce
Testi e musiche di Ashley Frangipane, Trent Reznor, Atticus Ross e Johnathan Cunningham, eccetto dove indicato.
1. The Tradition – 3:46 (Ashley Frangipane, Trent Reznor, Atticus Ross, Greg Kurstin)
2. Bells In Santa Fe – 3:37
3. Easier than Lying – 3:26
4. Lilith – 2:47
5. Girl Is a Gun – 2:26
6. You Asked for This – 4:25 (Ashley Frangipane, Trent Reznor, Atticus Ross, Greg Kurstin)
7. Darling – 3:02
8. 1121 – 2:42
9. Honey – 2:53
10. Whispers – 3:11
11. I Am Not a Woman, I'm a God – 2:56
12. The Lighthouse – 4:33
13. Ya'aburnee – 3:08

Tracce bonus nell'edizione estesa
1. Nightmare – 3:52 (Ashley Frangipane, Benjamin Levin, Elena Kiper, Magnus Høiberg, Ivan Šapovalov, Martin Kierszenbaum, Nathan Perez, Sergio Galoyan, Trevor Horn, Valerij Polienko)
2. Nightmare (reprise) – 4:06 (Ashley Frangipane, Benjamin Levin, Elena Kiper, Magnus Høiberg, Ivan Šapovalov, Martin Kierszenbaum, Nathan Perez, Sergio Galoyan, Trevor Horn, Valerij Polienko)
3. People Disappear Here – 4:08 (Ashley Frangipane, Trent Reznor, Atticus Ross, Greg Kurstin)

Tracce bonus nell'edizione Walmart
1. Nightmare (reprise) – 4:06 (Ashley Frangipane, Benjamin Levin, Elena Kiper, Magnus Høiberg, Ivan Šapovalov, Martin Kierszenbaum, Nathan Perez, Sergio Galoyan, Trevor Horn, Valerij Polienko)

Tracce bonus nell'edizione Target
1. People Disappear Here – 4:08 (Ashley Frangipane, Trent Reznor, Atticus Ross, Greg Kurstin)
2. Gasoline (reimagined; live) – 3:46 (Ashley Frangipane, Peder Losnegård)

## Classifiche
| Classifica (2021) | Posizione massima |
| ----------------- | ----------------- |
| Australia         | 3                 |
| Austria           | 8                 |
| Belgio (Fiandre)  | 4                 |
| Belgio (Vallonia) | 9                 |
| Canada            | 5                 |
| Croazia           | 38                |
| Danimarca         | 35                |
| Finlandia         | 12                |
| Francia           | 70                |
| Germania          | 5                 |
| Irlanda           | 6                 |
| Italia            | 24                |
| Lituania          | 17                |
| Norvegia          | 9                 |
| Nuova Zelanda     | 5                 |
| Paesi Bassi       | 6                 |
| Polonia           | 22                |
| Portogallo        | 11                |
| Regno Unito       | 4                 |
| Repubblica Ceca   | 84                |
| Slovacchia        | 34                |
| Spagna            | 12                |
| Stati Uniti       | 2                 |
| Svezia            | 24                |
| Svizzera          | 7                 |